# Vila Barbo
Vila Barbo (též Kramářova vila) je vila postavená na počátku 20. století na poloostrově Krymu, která patřila českému politikovi Karlu Kramářovi. Vilu Barbo navrhl manželům Kramářovým architekt Jan Kotěra v roce 1902. Honosná vila v antikizujícím stylu patřila Karlu a Naděždě Kramářovým až do roku 1917, kdy jim byla v důsledku ruské Říjnové revoluce vila zkonfiskována. 
Později vilu využívalo politbyro KSSS. V současné době je ve vlastnictví Administrativy prezidenta Ruské federace.

## Popis

### Stavba
Stavební práce na místě začaly v roce 1905. Hlavní budova panství byla postavena podle projektu a pod vedením architekta Jana Kotěry. Stavba pokračovala až do roku 1908. Přístavba, galerie a obslužné prostory byly dokončeny v letech 1911-1912. Na projektu a následném dokončení se aktivně podílela majitelka Naděžda Kramářová, která předtím absolvovala kurz architektury na Sorbonně. Stavba vily stála více než 58 000 rublů, které si Naděžda Kramářová jako majitelka panství „vypůjčila“ od Karla Kramáře.
Stavebně se jedná o dvoupatrový dům, zdobený podél fasády sloupy, s terasou, galerií zdobenou kaštanem a navrženou v antickém stylu, taškovou střechou, orámovanou balustrádou se dvěma antickými sochami. Budova měla třináct obytných místností s balkony včetně pracovny, dvě ložnice, jídelnu, obývací pokoj s krbem a sedm obslužných místností. Výzdobu interiéru - štukování a sochařskou výzdobu vytvořili Jan Štafl a výtvarníci Jan Beneš a Beneš Knüpfer, stropy pokojů byly pokryty kresbami, stěny byly pokryty hedvábím, na druhé patro vedly schody se zábradlím. Nábytek a dveře z dubu a javoru byly objednány u jaltského mistra, dodavatele císařského dvora Alfreda Schillinga. Objekt byl vybaven plynovými kamny a tekoucí vodou, součástí venkovních prostor byl také skleník, velký bazén, tenisový kurt a vinný sklep.

### Park
Kolem panství se nacházel park, který terasami sestupoval k moři, osázený cypřiši, olivami, vavříny a oleandry. Založil jej již v roce 1899 zahradní architekt Tamaer a o park se staral zahradník Pacher. Proslulá byla především růžová zahrada, svah terasy byl pokryt růžovým plazivým pelargoniem. Na svahu se nacházela vinice a součátí areálu byla i zeleninová zahrádka, kde pěstovali např. řepu, kedlubny, petržel, mrkev, kopr, rajčata, dýně, kukuřici, špenát, lilek, fazole, hrách a salát. V současné době je zámecký park součástí Chair Parku.

## Po revoluci
Po ustavení sovětské moci na Krymu, v souladu s výnosem Rady lidových komisařů RSFSR z 21. prosince 1920 „O využití Krymu k zacházení s dělníky“, bylo panství znárodněno. Usnesením Všeruského ústředního výkonného výboru, Rady lidových komisařů RSFSR ze dne 4. dubna 1927 bylo sídlo přidělena přímo Lidovému komisariátu zdravotnictví RSFSR (a nikoli do struktur krymských letovisek), objekt byl přejmenován na odpočívárna (sanatorium) „Majevka“ a začal sloužit k rekreaci vyšších politických pracovníků. Vladimír Majakovský, který v roce 1927 strávil 10 dní v sanatoriu, v básni „Slovanská otázka je vyřešena jednoduše“ zesměšnil bývalého majitele vily.
Se získáním nezávislosti Ukrajiny se dača stala majetkem státní správy věcí pod vedením prezidenta Ukrajiny. Rozhodnutím Rady ministrů Republiky Krym ze dne 6. srpna 2014 byla rezidence č. 5 „Majevka“, která patřila státní správě věcí za prezidenta Ukrajiny, převedena do jurisdikce administrativy prezidenta Ruské federace.

## Poznámka
Toto zařízení se nachází na území Krymského poloostrova, které je předmětem územních sporů mezi Ruskem, které kontroluje sporné území, a Ukrajinou, na jejímž území se sporné území nachází, uznávané většinou členů OSN. Podle federální struktury Ruska se na sporném území Krymu nacházejí subjekty Ruské federace - Republika Krym a federální město Sevastopol. Podle administrativního členění Ukrajiny se na sporném území Krymu nacházejí regiony Ukrajiny - Autonomní republika Krym a město se zvláštním statutem Sevastopol.